# Головин, Фёдор Александрович (государственный деятель)
Фёдор Алекса́ндрович Голови́н (1867/1868, Московская губерния — 1937, Москва) — председатель Государственной думы Российской империи 2-го созыва, земский деятель, один из основателей партии кадетов и член её ЦК.

## Биография

### Ранние годы
Родился в Московской губернии 21 декабря 1867 (2 января 1868) года в старинной дворянской семье Александра Павловича Головина (1808—1874) ведущего свой род от владетелей княжества Феодоро.
Окончил курс в университетском отделении московского Лицея памяти цесаревича Николая (1887) и юридический факультет Московского университета (1891). После учёбы начал выступать на поприще общественной деятельности. Впоследствии он вспоминал:

Ещё в очень молодые годы, прямо со школьной скамьи, мне пришлось исправлять должность предводителя дворянства Дмитровского уезда Московской губернии. Детство, отрочество и раннюю юность я проводил в нашей семье, которая жила очень уединенно. У нас было мало знакомых, почти никого родных. Я боялся людей, был застенчив до крайности, краснел до слез часто без причины, боялся говорить в обществе и даже в своей семье, за что и получил прозвище «лицо без речей». И вот таким-то дикарем я сразу попал в председатели всевозможных уездных учреждений, совершенно незнакомый с местными деятелями и даже с порядком и техникой ведения заседаний.
Я купил себе книгу «Памятная книга для уездного предводителя дворянства», сочинение князя Трубецкого, и по ней стал готовиться к каждому заседанию, на котором должен был председательствовать, а также постарался узнать что мог от старого нашего предводителя П. В. Бахметьева, как следует себя держать на заседаниях и как их вести.
Эти несколько месяцев, что мне пришлось стоять во главе уезда, были для меня мучительны. Я должен был употребить большие усилия воли, чтобы побороть свою конфузливость и не теряться на заседаниях. Эта нравственная операция была мучительна, но зато исцелила меня от конфузливости. После этого искуса я говорил близким мне людям, что я теперь решился бы председательствовать на каком угодно собрании, «хотя бы в Государственном совете».— Воспоминания Ф. А. Головина о II Государственной думе // «Исторический архив». — 1959. — № 4—6
Депутат дворянского собрания Московской губернии от Дмитровского уезда (1893—1896). С 1893 года почётный мировой судья в Дмитровском уезде, гласный земства этого уезда, с 1896 года — Московского губернского земства, секретарь губернского земского собрания, с 1898 года — член губернской земской управы (зав. страховым отделом). В 1904—1907 годах — председатель Московской губернской земской управы.
После Д. Н. Шипова в 1904—1905 годах возглавлял нелегальное Организационное бюро земских съездов, непременный их участник. Совместно с Шиповым вёл переговоры с правительством о разрешении земского съезда, намеченного на ноябрь 1904 года. Был одним из четырёх секретарей этого первого легального форума земцев, который призвал высшую власть к введению конституции и парламента. Входил в депутацию земцев к Николаю II 6 июня 1905 года, когда впервые российский монарх принял представителей либералов.
С 1903 года состоял членом кружка либералов «Беседа», с 1904 года — членом «Союза Освобождения» и «Союза земцев-конституционалистов». Осенью 1905 года выступил в качестве одного из основателей Конституционно-демократической партии. На 3-м съезде (21-25.4.1906) избран в состав ЦК, возглавил Московский губернский комитет конституционных демократов. Играл активную роль в переговорах Оргбюро земских съездов с премьер-министром графом С. Ю. Витте о создании «конституционного кабинета». Землевладелец (400 десятин). Титулярный советник.

### Государственная дума

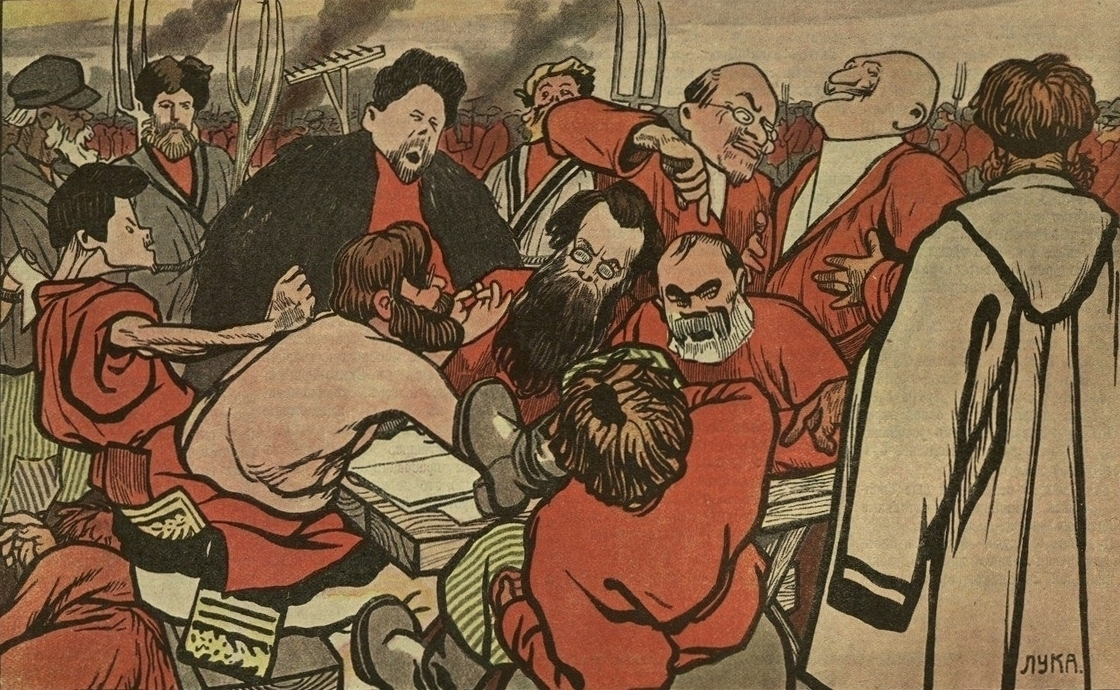
Карикатура «Головин пишет ответ Столыпину»

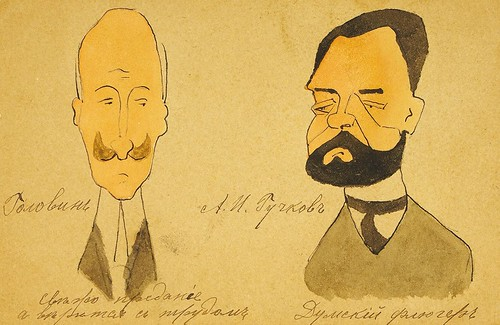
Ф. А. Головин (свежо предание, а верится с трудом) и А. И. Гучков (Думский флюгер) Рис. В. Каррика

20 февраля 1907 года на первом заседании Государственной думы второго созыва большинством голосов (356 из 518 возможных) был избран председателем Думы. В процессе работы Думы безуспешно пытался достичь согласия между различными политическими силами и делового контакта с правительством.
19 октября 1907 года был избран в Государственную думу третьего созыва от 2-го съезда городских избирателей. Был товарищем председателя Конституционно-демократической фракции. Состоял членом комиссий: по местному самоуправлению, для выработки законопроекта об изменении действующего законодательства о крестьянах. Недостаточно чёткое проведение им линии кадетской партии привело к тому, что в III-й Думе он остался рядовым депутатом, работал в крестьянской комиссии.
В 1910 году занялся коммерческой деятельность, получив железнодорожную концессию, в связи с чем 7 октября заявил о сложении депутатских полномочий. В 1912 году избран бакинским городским головой, однако не был утверждён в должности из-за принадлежности к кадетской партии.
В дореволюционное время Головин имел отношение к работе Общества деятелей периодической печати и литературы, организованного в 1907 году в Москве для защиты их профессиональных, этических и материальных интересов. Уставом общества предполагалось и «учреждение суда чести. Председателями суда чести избирались С. А. Муромцев и Ф. А. Головин — председатели разогнанных правительством I и II Государственных дум»
Во время Первой мировой войны активно участвовал в создании и деятельности ряда обществ: стал одним из учредителей и членом исполнительного бюро общества «Кооперация» (с января 1916 года член Совета), входил в Общество помощи жертвам войны (председатель), возглавлял Московский народный банк (председатель правления); в 1914—1917 годах участвовал в работе Всероссийского Союза городов.

### После революции
После Февральской революции, с 8 марта 1917 года — комиссар всех учреждений бывшего Министерства Императорского двора и уделов, в ведении которого были бюджет семьи бывшего царя, императорские театры, музеи и другие учреждения культуры. Став преемником графа В. Б. Фредерикса, Ф. А. Головин сохранял за собой эту должность вплоть до 4 декабря 1917 г. В дела театров вмешивался мало. Намечался в председатели Союза деятелей искусств. 13 марта Головин сообщил союзу об учреждении Особого совещания по делам искусств, в состав которого помимо «Комиссии Горького» вошло ещё несколько общественных деятелей, в том числе три представителя исполкома Петроградского Совета. Практически деятельность Особого совещания состояла в принятии мер по охране дворцов и памятников.
После отъезда 1 августа семьи Николая II в Тобольск её финансовые интересы представлял обер-гофмейстер П. К. Бенкендорф. Результатом переговоров между Головиным и Бенкендорфом стало решение Временного правительства от 17 августа 1917 г. «О разграничении личного имущества некоторых членов царствовавшего дома от имущества государственного». Под «некоторыми членами царствовавшего дома» подразумевалась прежде всего семья Николая II. В дальнейшем встал вопрос по выяснению капиталов уже всего Дома Романовых. Для этого 20 октября 1917 года, буквально за неделю до взятия большевиками власти в Петрограде, создается «Комиссия по разграничению государственного и лично принадлежащего б. императорской семье имущества». Председателем комиссии назначается комиссар Временного правительства над бывшим Министерством Императорского двора и уделов Ф. А. Головин.
Он также принимал участие в работе Государственного совещания в августе 1917 года. Был делегатом 9-го съезда партии кадетов; кандидатом в члены Учредительного Собрания (от Москвы, Уфимской, и Пензенской губерний). Октябрьский переворот категорически не принял. Поддержал забастовку театров. Отказывался передать дела представителям советской власти и сотрудничать с ними. В июле—сентябре 1921 член ВК Помгол (Всероссийского комитета помощи голодающим). В дальнейшем служил в советских учреждениях.
После революции неоднократно арестовывался, и 17 сентября 1937 года произошёл последний арест, на момент которого Головин был уже пенсионером. По обвинению в принадлежности к антисоветской организации решением «тройки» УНКВД Московской области от 21 ноября 1937 года в возрасте семидесяти лет был приговорён к расстрелу; 10 декабря 1937 года был расстрелян и погребен в безвестной общей могиле на полигоне Бутово под Москвой в ходе проводившихся органами НКВД массовых репрессий. Посмертно реабилитирован в 1989 году.

### Воспоминания
Свои впечатления о работе Головина главой Московской губернской управы в период начала революционного 1906 года оставил исправляющий должность губернатора В. Ф. Джунковский: 

Февраль месяц был полон инцидентов и волнений в земстве. Как я уже упоминал ранее, среди земских служащих царило весьма революционное настроение, под влиянием которого к концу минувшего года работа в земстве почти остановилась, её заменила политика. Это не могло не отразиться в больницах—на больных, в школах—на учении. Приходилось прибегать к крайним мерам—к аресту и увольнению служащих. Борьба была очень затруднительна, так как многие председатели управ сами занимались больше политикой, чем делом, и конечно, не только не останавливали служащих, а наоборот поощряли их политиканство.

Это особенно отражалось на работе губернского земства, председателем управы коего состоял Ф. А. Головин, всецело ушедший в политику. Не могу сказать, чтобы мне было с ним очень трудно; нет, Ф. А. Головин был всегда очень корректен и благороден, и с ним всегда можно было сговориться. Но служащих губернского земства он невольно распустил, так как не считал себя вправе вмешиваться в их политические взгляды, проявляемые ими не только на словах, но и на деле, он этим самым поощрял их в политиканстве в ущерб делам. Благодаря этому учреждения губернского земства, главным образом больницы, раскиданные по всем уездам, представляли собой очаги революционной пропаганды, где врачи и другие служащие за спиной своего председателя вели преступную пропаганду. В уездных земствах эта революционная пропаганда была менее заметна.
В дневниках Екатерины Яковлевны Кизеветтер — жены историка и депутата Думы А. А. Кизеветтера — переданы её впечатления о характере Фёдора Головина, относящихся ко времени его председательства во Второй Государственной Думе: «На меня лично Головин производит очень хорошее впечатление. Я не могу разбираться в юридических тонкостях, в деталях,…но непосредственное впечатление от председательствования благоприятное. Всегда ровный, бесстрастный, равно беспристрастный и к правым, и к левым, стойкий в своих требованиях Головин, мне кажется, импонирует Думе. На всей его фигуре, сухой и корректной, лежит отпечаток благородства и выдержанности».
По воспоминаниям Бориса Зайцева о времени Помгола — писателя, всегда питавшего слабость к «безукоризненно лысой, изящной и умной голове» этого кадетского лидера — Головин держался с достоинством истинного представителя древнего рода, восходившего к византийской династии Комнинов:

Через полчаса по прибытии [на Лубянку], когда другие ещё горячились, расходовали подожженную нервную энергию, Федор Александрович уже сел играть с черно-мрачным и так же равнодушным Кутлером. Откуда они добыли шахматы, я не помню: кажется, тут же и смастерили из картона. Впрочем, игра продолжалась недолго: нас повели в ещё новое помещение. Ф[едор] А[лександрович] равнодушно забрал фигурки, записал положение и в своем элегантном костюме, белых брюках, с шахматами под мышкой зашагал по застеночным коридорам".

После отбоя Головин безмятежно уснул: Он лежал на спине. На его правильном, лысом черепе блестел, как на слоновой кости, луч электричества. Руки аккуратно сложены накрест, белые брюки в складке, желтые ботинки, воротнички даже не расстегнуты. (Он и позже спал всегда в полном параде. Объяснял так, что если ночью позовут на допрос или расстрел, то нельзя выходить на такое дело не в порядке).— Зайцев Б. К. Веселые дни. Возрождение (Париж), 1928. Цит. по: Тополянский В. Год 1921-й: покарание голодом.

## Сочинения
Записки Ф. А. Головина:
- Николай II, Столыпин // Красный архив. — 1926. Т. 6;
- Разгон II Государственной думы // Красный архив. — 1930. Т. 6;
- Из записок председателя II Государственной думы Ф. А. Головина // Красный архив. — 1933. — Т. 6 (43);
- Воспоминания Ф. А. Головина о II Государственной думе // «Исторический архив». — 1959. — № 4-6.